# Åtvidabergs FF
Åtvidabergs FF (Åtvidabergs Fotbollförening), kurz ÅFF oder „Åtvid“, ist ein Fußballverein in Åtvidaberg in Schweden. Er ist zweimaliger Pokalsieger und schwedischer Meister. Das Vereinsabzeichen erinnert an das chemische Symbol für Kupfer in der Alchemie. Das Metall wurde einst in der Region abgebaut.

## Geschichte

### Gründung und erste Jahrzehnte

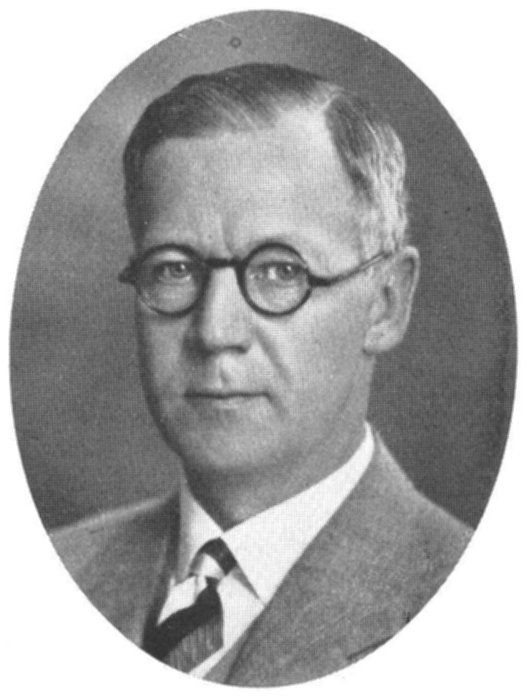
Elof Ericsson (1937)

Der Vorläufer des Vereins, Åtvidabergs IF (IF = Idrottsförening = „Sportverein“), wurde am 1. Juli 1907 gegründet. In dem Verein wurde von Beginn an Fußball gespielt.
1923 übernahm der Verein den Sportplatz der Firma AB Åtvidaberg Industrier (ab 1965 Facit AB genannt; AB = aktiebolag = „Aktiengesellschaft“) der 1936 den heutigen noch gültigen Namen Kopparvallen annehmen sollte. Am Ende diese Jahrzehntes stellten sich erste größere Erfolge ein. Der Verein stieg innerhalb von vier Jahren dreimal als Meister auf:
- Saison 1928/29 – Meisterschaft in der Division V
- Saison 1929/30 – Meisterschaft in der Division IV
- Saison 1931/32 – Meisterschaft in der Division III

Im Verlauf der 1930er Jahre nahm der Leiter und spätere Eigentümer des auf Büromöbel spezialisierten Holzverarbeitungsbetriebes Åtvidaberg Industrier, Elof Ericsson, zusehends Einfluss auf den Verein. Ericsson war von 1930 bis 1932 und von 1935 bis 1936 Präsident des Åtvidabergs FF, respektive dessen Vorgängervereins Åtvidabergs IF, war aber auch außerhalb jener Zeiten ein stets präsenter, wesentlicher Benefaktor des Vereins. Zwischen 1937 und 1949 stand er zudem dem Schwedischen Fußballverband vor.
In der Saison 1932/33 spielte der Verein erstmals in der Division 2, wo er sich bis 1935 hielt. 1935 wurde der Verein in einzelne Abteilungen aufgespalten, woraus der Åtvidabergs FF hervorging. Nach einem zweiten Platz in der Division III im Jahr 1940 gelang der Wiederaufstieg, da der Meister, der Fußballverein von Waggeryd aus wirtschaftlichen Gründen auf den Aufstieg verzichtet hatte.

### Gastspiele in der Allsvenskan (1945–52)
Fünf Jahre später, in der Saison 1944/45, unter dem ungarischen Trainer Kálmán Konrád, gewann der Verein auch die Division II, scheiterte aber im Qualifikationsspiel für die Allsvenskan gegen Djurgårdens IF mit 0:3. Die nächste Chance ergab sich nach der Saison 1950/51, als der ÅFF wieder die Division II Nordöstra (Nordostschweden) gewann. Dieses Mal benötigte man kein Qualifikationsspiel und spielte die folgende Saison in der höchsten schwedischen Liga. In der Saison gelang mit einem 2:1 gegen Jönköpings Södra IF lediglich ein Sieg.

### Abstieg und Rückkehr (1953–67)
Deswegen stieg der ÅFF zum Ende der Saison 1951/52 in die Division II ab und spielte dort einige Jahre, bis er 1959 in die Division III abstieg und im Folgejahr direkt wieder aufstieg. 1967 gewann die Mannschaft die Division II Norra Götland. In der Qualifikation besiegte man IK Brage und Sandvikens IF mit jeweils 2:0 und stieg in die somit wieder in die erste Liga auf.
1961 wurde Lars Hallgren Vereinspräsident. Er verblieb bis 1972 im Amt und verkörperte den „Åtvidabergsandan“, den „Geist von Åtvidaberg“ in dieser außerordentlich erfolgreichen Phase des Vereins.

### Glanzzeit des Vereins (1968–74)
1961 kam Italienheimkehrer Bengt Gustavsson zum Verein. Nach dem Abschied des spanischen Trainers Antonio Durán war er ab 1964 Spielertrainer und ab 1966 Trainer. Unter diesem stieg die Mannschaft wieder auf und spielte ab 1968 wieder in der Allsvenskan, in der die kommenden Jahre die größten Erfolge der Vereinsgeschichte bringen sollten. Zu dieser Zeit genoss der Verein große finanzielle Unterstützung des seit den 1950ern weltweit bekannten, aus der Åtvidaberg Industrier hervorgegangenen, Rechenmaschinenherstellers Facit AB. Dieser stand seit 1957 unter der Leitung von Elof Ericssons Sohn Gunnar, der von 1950 bis 1951 Vereinspräsident und zudem 1970 bis 1975 Fußballverbandspräsident war. In der ersten Saison erreichte AFF den siebten Platz; der Spieler Ove Eklund wurde mit 17 Toren Torschützenkönig. Der Verein stieg langsam in die Spitzengruppe der Liga auf: Nach einem vierten Platz 1969 und wurde 1970 Vizemeister. 1970 gewann Åtvidaberg auch den ersten Titel, den Schwedischen Pokal von 1970 durch einen 2:0-Sieg über Sandvikens IF.
Unter dem Gustavssons Nachfolger Sven-Agne Larsson verteidigte ÅFF den Pokal durch einen 3:2-Finalerfolg über Malmö FF und wurde erneut Vizemeister. Im Europapokal der Pokalsieger 1971/72 gelang zudem eine kleine Sensation, als man den FC Chelsea ausschaltete. 1972 folgte der erste Meistertitel. Mit den beiden Stürmern Ralf Edström und Roland Sandberg waren die beiden Torschützenkönige in der Mannschaft, die jeweils 16 Tore erzielt hatten.
Trotz des Weggangs der beiden Spieler zum PSV Eindhoven bzw. zum 1. FC Kaiserslautern verteidigte der Verein unter dem neuen Trainer, dem Ungarn Ottó Dombos, den Meistertitel im Jahr 1973. Es gelangen zum Auftakt neun Siege in Folge und trotz eines schwachen Herbstes konnte kein anderer Verein aufschließen. Doch schon im Mai zeigten sich erste Verfallserscheinungen als Åtvidaberg im Pokalfinale gegen Malmö FF mit 0:7 eine historische Niederlage hinnehmen musste. Im Herbst des Jahres traf man im Europapokal der Landesmeister in der ersten Runde auf den späteren Titelträger FC Bayern München, dem man sich erst im Elfmeterschießen geschlagen geben musste. Die Bayern warben zudem den Spieler Conny Torstensson ab, der im Landesmeisterpokalspiel zwei Tore gegen sie erzielt hatte.
In der Meisterschaft reichte es 1974 nur noch zum fünften Platz. Bei der Weltmeisterschaft 1974 waren insgesamt sieben Spieler dieser „Goldenen Generation“ von Åtvidaberg vertreten, wenngleich vier davon bereits ins Ausland abgewandert waren.
Es wurde zunehmend schwer für den ÅFF, das hohe Niveau zu halten. Dennoch gelang im Pokal der Landesmeister 1974/75 mit dem Einzug ins Viertelfinale der bislang größte Erfolg. Die beiden Spiele gegen den FC Barcelona wurden allerdings mit insgesamt 0:5 verloren. Beide Begegnungen wurden in Barcelona ausgetragen, weil der spanische Verein hierfür bezahlt hatte.

### Langsamer Abstieg (1975–91)
Das Unternehmen Facit, das auf dem Höhepunkt 1970 noch weltweit 14.000 Mitarbeiter beschäftigte, ging essentiell Ende 1972 unter, da deren Rechenmaschinen durch elektronische Rechner kurzfristig obsolet gemacht wurden. Durch ausbleibende finanzielle Unterstützung konnte schließlich auch der ÅFF nicht mehr an frühere Erfolge anknüpfen. 1975 wurde er Siebter in der Allsvenskan. Im Jahr darauf musste der Verein die höchste Liga verlassen und spielte wieder in der Division II. In der Saison 1977 wurde man dort Meister und stieg wieder auf. Es folgten einige Jahre mit mäßigem Erfolg. Bis 1982, als man den letzten Platz belegte, konnte man sich in der Allsvenskan halten. Trotz der Chance, in den Relegationsspielen gegen Mjällby AIF die Klasse zu halten, unterlag man in den Spielen mit 0:1 und 1:1. Man konnte sich in der Division II behaupten und bekam 1984 nochmals die Chance, wieder in die erste Liga aufzusteigen. Allerdings verlor man die Qualifikation gegen Trelleborgs FF mit insgesamt 2:3. Danach begann der Niedergang des Vereins. Man spielte noch einige Jahre in dieser zuletzt als Division I bezeichneten Spielklasse, bis man 1989 auch aus dieser abstieg; zwei Jahre später musste man in die Division III.

### Rückkehr in den Profifußball (1992–2004)
Allerdings ging auch der Aufstieg wieder recht schnell. 1993 konnte man nach Siegen gegen Gullringens GoIF (4:2) und IK Tord (3:1) wieder in die Division II aufsteigen. Zwei Jahre später erreichte man wieder die Division I. Eine Rückkehr in die Allsvenskan blieb dem Verein lange Zeit verwehrt. 1998 standen die Aussichten gut, aber wegen eines schwachen Abschlusses erreichte man nur einen vierten Platz. Im Jahr 2000 wurden in Schweden die beiden Division I-Ligen zur Superettan vereinigt. Der ÅFF wurde hierdurch zum Abstieg gezwungen, stieg aber 2001 nach einem guten Saisonabschluss in die neue Liga auf. 2003 erreichte der Verein dort den vierten Platz.

### Sportliche Erfolge mit Aufstieg in die Allsvenskan und anschließender Absturz in die Viertklassigkeit (seit 2005)
2005 erreichte der ÅFF das Finale des schwedischen Pokals und verlor dort gegen den Meister Djurgårdens IF. Der ÅFF bekam dennoch einen Platz in der Qualifikation des UEFA-Pokals in der Saison 2006/07, weil der Pokalsieger schon einen Platz in der Qualifikation zur UEFA Champions League hatte. In der ersten Qualifikationsrunde gelangen zwei Siege gegen Etzella Ettelbrück (4:0 und 3:0 in Ettelbrück). Durch zwei Unentschieden gegen den norwegischen Verein Brann Bergen (3:3 in Bergen und 1:1) zog ÅFF aufgrund der Auswärtstorregel in den UEFA-Pokal ein. In der Saison 2009 erreichte AFF mit 57 Punkten und dem zweiten Platz in der Superettan die Rückkehr in die Allsvenskan. Im Folgejahr wurde die Klasse allerdings nicht gehalten und der Verein stieg wieder in die Superettan ab. 2011 gelang der direkte Wiederaufstieg in die Allsvenskan als Meister der Superettan. Nachdem der Verein in den Jahren 2012, 2013 und 2014 jeweils den achten Tabellenplatz belegte, stieg er 2015 als Tabellenletzter wieder ab. 2017 musste der Verein als Tabellenletzter aus der Superettan in die drittklassige Division 1 absteigen, aus der die Mannschaft am Ende der Drittliga-Spielzeit 2019 in die Viertklassigkeit abstieg.

## Erfolge
In der ewigen Tabelle der Allsvenskan belegt der Verein den 18. Platz (Stand: nach der Saison 2011).
- Allsvenskan:
  - Meister (2): 1972, 1973
  - Vizemeister (2): 1970, 1971
- Schwedischer Pokal:
  - Sieger (2): 1969–70, 1970–71
  - Finalist (4): 1946, 1972–73, 1978–79, 2005

## Nationalspieler
| - Bengt Gustavsson (1961–1965) - Roger Magnusson (1961–1965) - Ove Eklund (1968–71) - John Sundberg (1931–33) - Thomas Wernerson (1975–80) - Lars-Göran Andersson (1968–77) - Anders Ljungberg (1969–71) - Glenn Mårtindahl (1978–82) - Paulus Roiha (Finnland / 2010) - Arne Kjell (1950–52) - Viktor Prodell (2009–2013) - Conny Gustafsson (1972) - Reine Almqvist (1973–75) | Weltmeisterschaftsteilnehmer 1974: - Jan Olsson (1966–1978) - Jörgen Augustsson (1972–76, 1981–86) - Kent Karlsson (1967–1976) - Conny Torstensson (1967–1973, 1978–1980), damals FC Bayern - Benno Magnusson (1969–1973), damals 1. FC Kaiserslautern - Roland Sandberg (1970–1973), damals 1. FC Kaiserslautern - Ralf Edström (1971–1973), damals PSV Eindhoven |

## Trainer
| - 1942–1947: Kálmán Konrád - 1948–1948: Erik Almgren - 1948–1952: József Nagy - 1952–1954: George Raynor - 1956–1957: Karl Durspekt - 1960–1963: Antonio Durán - 1964–1970: Bengt Gustavsson - 1971–1972: Sven-Agne Larsson - 1973–1974: Ottó Dombos - 1975–1975: Antonio Durán | - 197?–1979: Ingvar Svensson - 1979–1981: Björn Westerberg - 1981–1982: Bo-Leine Larsson¹ - 1986: Conny Torstensson - 1989: Håkan Stenbäck - 1997–1999: Mats „Tott“ Karlsson - 2000–2000 Jörgen Augustsson - 2000–2003: Steve Creutz & Hans „Lerdala“ Andersson - 2004–2006: Kent Karlsson - 2007–2008: Peter Swärdh | - 2009–2010: Daniel Wiklund - 2010–2012: Andreas Thomsson - 2013–2014: Peter Swärdh - 2015–2017: Roar Hansen - 2018–2019: Richard Johansson |

¹) Trainer in der Allsvenskan, Abstieg 1982. Möglicherweise auch Trainer i. d. 2. Liga.

## Trikots
Die Spieler des Vereins tragen normalerweise blaue Trikots, weiße Hosen und rote Strümpfe. Die Auswärtstrikots bestehen aus roten Hemden, roten Hosen und weißen Strümpfen.

## Zuschauer
Das Heimstadion des Vereins ist die Kopparvallen in Åtvidaberg, das rund 8000 Zuschauer fasst. Einen Besucherrekord erlebte das Spiel gegen IFK Norrköping im Jahr 1968, als 11.200 Zuschauer kamen.
Der offizielle Fanclub des Vereins sind die Kopparslagarna, die sich aus den Resten des vormaligen Klubs Brukets Blåställ gründeten.